# Йокосука
Йоко́сука (яп. 横須賀市 Ёкосука-си) — центральный город и порт в Японии, на острове Хонсю, на полуострове Миура. Расположен на берегу Токийского и Сагамского заливов, в префектуре Канагава, в регионе Канто, в 16 километрах к югу от Иокогамы, в 70 километрах к югу от Токио. Площадь  составляет 100,70 км², население — 407 545 человек (1 августа 2014), плотность населения — 4047,12 чел./км². Это 11-й по населению город в агломерации Большой Токио. Мэр — Кацуаки Камидзи.
Один из важнейших торговых и рыболовецких портов Японии. Центр судо- и автомобилестроения. В городе находится Национальная академия обороны Японии (NDA), 2-е училище морских сил самообороны Японии, Научно-исследовательский центр портов и аэропортов (Port and Airport Research Institute, PARI). «Спальный» пригород агломерации Токио — Иокогама.
В парке Микаса стоит корабль-музей «Микаса».

## История

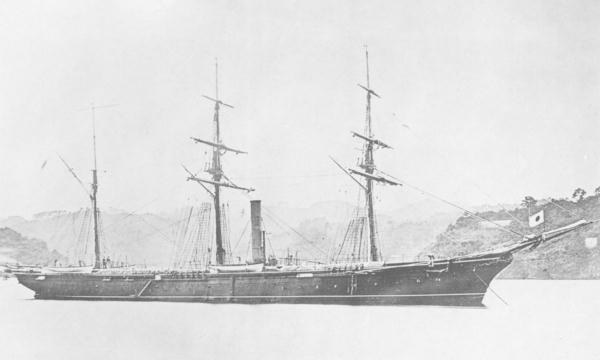
Канонерская лодка «Сейки», построенная в 1875 году в Йокосуке

В 1865 году в период Эдо на месте рыбацкой деревушки сёгунатом Токугава по иницативе Огури Тадамаса (1827—1868) было начато строительство мастерских (横須賀製作所) французскими инженерами, включая Леонса Верни (1837—1908), в 1871 году был построен первый сухой док и создана верфь Йокосука (横須賀造船所), принадлежавшая министерству народных работ. В 1872 году было создано министерство флота, которое получило док и небольшое адмиралтейство в Йокосуке. В 1873 году начата и в 1875 году построена канонерская лодка «Сейки» (清輝, Seiki) водоизмещением 897 т. В 1884 году был создан военно-морской район Йокосука, в 1903 году верфь реорганизована в военно-морской арсенал Императорского флота Японии. В Йокосуке была военная школа.
14 января 1917 года здесь произошла одна из самых масштабных морских катастроф в истории города: в порту Йокосуки взорвался и затонул японский крейсер «Цукуба» (筑波) — головной корабль одноимённой серии; погибло 305 военнослужащих.
После окончания Второй мировой войны в городе разместилась база ВМС США, а позднее и морских сил самообороны Японии.

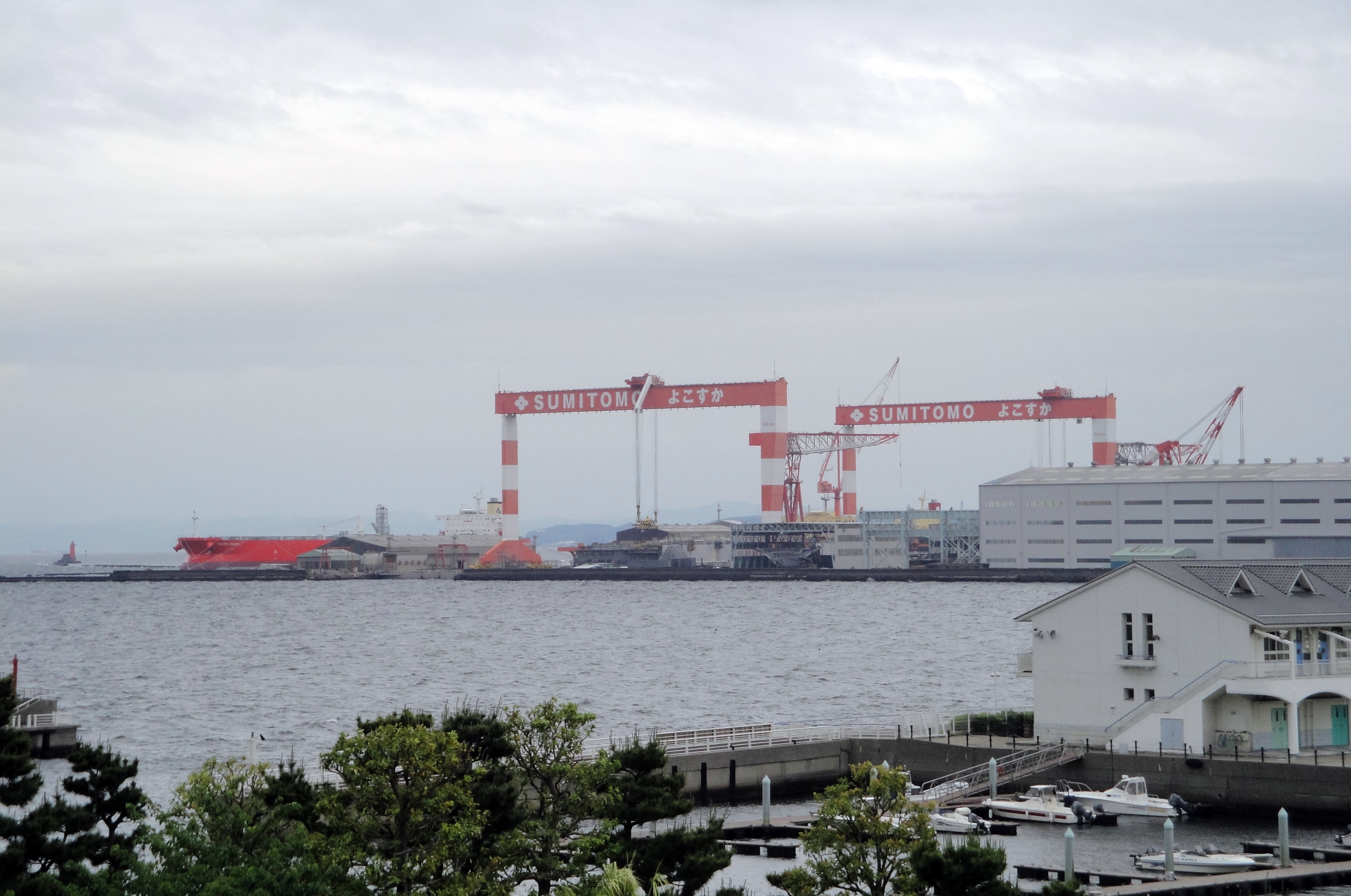
Верфь Йокосука компании Sumitomo Heavy Industries

В 1960 году здесь была введена в строй крупная тепловая электростанция.
В июне 1971 года компанией Sumitomo Heavy Industries была основана верфь Оппама (追浜造船所, Oppama Shipyard) в районе Оппама в городе Йокосука. В июне 1997 года судостроительное предприятие переименовано в верфь Йокосука (横須賀製造所, Yokosuka Works). Верфь оборудована сухим доком на 210 000 т (560×80×12,6 м), где могут строиться два судна одновременно, двумя мостовыми кранами грузоподъемностью по 300 т и достроечными причалами. Здесь выпускаются танкеры, балкеры, эсминцы, а также проводится ремонт кораблей всех типов. Общая площадь верфи 550 000 м².
В 1996 - 1997 гг. здесь был создан Исследовательский парк Йокосука (Yokosuka Research Park, YRP), в котором сосредоточены исследовательские центры крупнейших японских компаний, связанных с мобильной связью.

## Транспорт
- Кокудо 16

## Города-побратимы
- Корпус-Кристи, США (1962)
- Брест, Франция (1970)
- Фримантл, Австралия (1979)
- Джиллингем, Великобритания (1998)
- Аидзувакамацу, Япония (2005)
- Мозырь, Беларусь (2008)